# Marie Equi
Marie Equi (New Bedford, 7 de abril de 1872 - Portland, 13 de julio de 1952) fue una doctora y activista estadounidense, una de las primeras doctoras en ejercer en el oeste de Estados Unidos dedicada a atender a pacientes pobres y de clase trabajadora. Proporcionaba de manera regular información sobre anticoncepción y aborto en un momento en que ambas prácticas eran ilegales. Se hizo en activista política abogando por reformas cívicas y económicas, entre las que cabe destacar el derecho al voto de las mujeres y la jornada laboral de ocho horas. Después de ser golpeada por un policía durante una huelga de trabajadores de 1913, Equi se alineó con el movimiento anarquista y con el movimiento obrero radical.
Equi era lesbiana y mantuvo una relación con Harriet Frances Speckart (1883 - 15 de mayo de 1927) durante más de una década. Las dos mujeres adoptaron un bebé y lo criaron, convirtiéndose en un ejemplo temprano, para los Estados Unidos, de una familia alternativa formada por miembros del mismo sexo. Por su política radical y sus relaciones entre personas del mismo sexo, Equi luchó contra la discriminación y el acoso. En 1918, Equi fue condenada en virtud de la Sedicion Act (ley contra la sedición) por hablar en contra de la participación de Estados Unidos en la Primera Guerra Mundial. Fue condenada a tres años en la Prisión Estatal de San Quintín. Fue la única mujer lesbiana y radical conocida que estuviera encarcelada en dicha prisión.

## Biografía
Equi era hija de John Equi, inmigrante italiano, y Sarah Mullins, inmigrante irlandesa. Fue la quinta hija en una gran familia de clase trabajadora en New Bedford, antigua capital mundial de la caza de ballenas que se convirtió en una potencia de fabricación textil durante los primeros años de Equi. Fue a la New Bedford High School durante un año antes de abandonar los estudios para trabajar en una fábrica textil para mantenerse. En 1892, Equi escapó de un sombrío futuro en las fábricas y se unió a su novia de la escuela secundaria, Bessie Holcomb, en una granja de Oregón a lo largo del río Columbia.
A fines del siglo XIX, poco se sabía o se hablaba públicamente sobre las aventuras entre mujeres del mismo sexo. En cambio, en algunas esferas de la sociedad en los Estados Unidos, la gente sí reconocía la existencia de «amistades románticas» entre mujeres. Las mujeres ricas y profesionales de la época emprendieron lo que se llamó matrimonios de Boston. Estas asociaciones implicaban diversos grados de intimidad emocional y afectuosa entre dos mujeres y, a menudo, incluía también la actividad sexual.
Marie Equi comentaba que cuando era joven había despreciado el interés de un hombre joven y tenía poco interés en tener pareja o celebrar un matrimonio heterosexual. La larga relación de Equi con Bessie Holcomb, desde 1892 hasta 1901, fue diferente de los matrimonios de Boston adoptados por mujeres de clase alta dados los antecedentes de clase trabajadora de Equi. Equi vivió gran parte de su vida adulta con otras mujeres. Trataba a pacientes masculinos en su actividad profesional como médico y trabajó en estrecha colaboración con hombres en muchas de sus actividades políticas. Empezó la relación lésbica más larga de su vida en 1905 después de conocer a una mujer más joven, Harriet Speckart, sobrina del fundador de Olympia Brewing Company, Leopold Schmidt. La familia de Speckart se oponía con vehemencia a la relación de las dos mujeres, y Speckart luchó en los tribunales durante años con su madre y su hermano para recibir la herencia que le correspondía. Tras diez años juntas, Equi y Speckart adoptaron a una niña, Mary, porque Speckart quería tener descendencia. Como adulta, Mary recordaba que llamaba a Speckart «ma» y a Equi «da» ya que todos llamaban a Equi «Doc». Más adelante, las dos mujeres se separaron pero siguieron siendo amigas hasta la muerte de Speckart en 1927.
Equi también se tuvo relaciones con otras mujeres profesionales destacadas. Conoció y se enamoró de la defensora de la anticoncepción Margaret Sanger cuando ella daba una conferencia en Portland en 1916. Equi escribió cartas a Sanger en las que hacía referencia a la relación sexual entre ellas durante la última visita que le había hecho Sanger. La archivera Judith Schwartz describe las cartas de Equi a Sanger como «cartas de amor».
Por sus relaciones íntimas de Equi con Holcomb en la década de 1890 y con Speckart a principios de la década de 1900 se la considera como la primera lesbiana públicamente conocida en la costa oeste de los Estados Unidos.
Equi y Holcomb vivían una vida tranquila como pareja en una pequeña casa en un terreno de varios acres rocosos en las afueras de la pequeña ciudad de The Dalles. El 21 de julio de 1893, un periódico local, The Dalles Times-Mountaineer, informaba sobre un sensacional alboroto ese mismo día que atrajo a multitudes de comerciantes y compradores al centro de la ciudad. Equi caminaba de un lado a otro frente a la oficina del Reverendo Orson D. Taylor, urbanizador y también superintendente de la Academia Independiente de Wasco. Taylor se negaba a pagarle a Holcomb su salario completo por enseñar en la institución. Frustrada por el maltrato de su pareja, Equi azotó a Taylor cuando intentaba escapar de su oficina. Mucha gente en The Dalles consideraba a Taylor un estafador que promovía tratos fraudulentos con tierras y aplaudíeron el ataque de Equi. Más tarde realizaron una rifa por el látigo y entregaron las ganancias a las dos mujeres. Este evento fue la primera exposición en público de la audaz defensa de la justicia de Equi.
En 1897, la pareja se mudó a San Francisco, California, donde Equi comenzó a estudiar medicina. Hizo dos años de formación, primero en el Colegio Médico de Médicos y Cirujanos y luego en el Departamento Médico de la Universidad de California. Se mudó a Portland, Oregón, sin Bessie Holcomb, y completó sus estudios en el Departamento Médico de la Universidad de Oregón en 1903.
Después del terremoto y el incendio de San Francisco en 1906, se unió a un grupo de médicos y enfermeras que atendió a las personas afectadas por el desastre, lo que le valió un elogio del Ejército de los Estados Unidos.

## Atención médica y activismo social

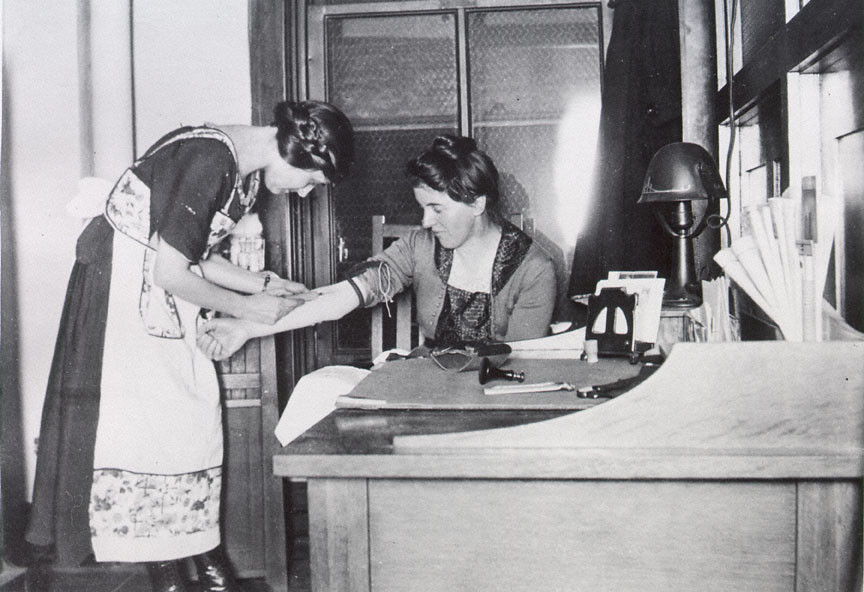
Una asistente con un paciente en la oficina de Equi en Portland, Oregón

Marie Equi se convirtió en una de las primeras 60 mujeres en hacerse médica en Oregón. Estableció una consulta de medicina general en Portland en 1905 con cierto foco en los problemas de salud de mujeres y niños. Su papel como médica hizo muy conocido por el público cuando se ofreció como voluntaria con el grupo de médicos y enfermeras que atendieron a las personas afectadas por el terremoto e incendio de San Francisco en 1906. Ese desastre fue la calamidad natural con mayor cantidad de muertos durante casi cien años. En aquel momento, el gobierno federal no estaba preparado para prestar el tipo de ayuda masiva que era necesaria. El valiente trabajo voluntario de Equi fue elogiado por el Gobernador de California, el Alcalde de San Francisco y el Ejército de los Estados Unidos que le otorgó una medalla y una mención.
En algún momento entre 1905 y 1915, Equi comenzó a realizar abortos, sin tener en cuenta ni la clase social o ni el estatus. A menudo cobraba más por el procedimiento a las mujeres ricas con el objetivo de ayudar a cubrir el coste de las pacientes más pobres. Aunque las autoridades municipales y estatales a menudo trataron de detener la práctica del aborto con acciones judiciales, Equi nunca tuvo que hacer frente a consecuencias legales por sus servicios. A diferencia de varios de sus colegas, mantuvo su consulta médica general y no se centró únicamente en los abortos.
Equi era miembro activo de la Portland's Birth Control League (Liga de control de la natalidad de Portland) y ayudó a difundir información sobre la anticoncepción cuando dicha actividad todavía era ilegal. Cuando Margaret Sanger visitó Portland en 1916, las autoridades la arrestaron a ella, a Equi y a otras mujeres y hombres que distribuían el folleto sobre Family Limitation (Limitación de la familia) de Sanger. El juez las declaró a todas culpables, condenando a los hombres a multas (que luego suspendió) y negando el pago de sus honorarios a las mujeres. Equi continuó su trabajo de anticoncepción.

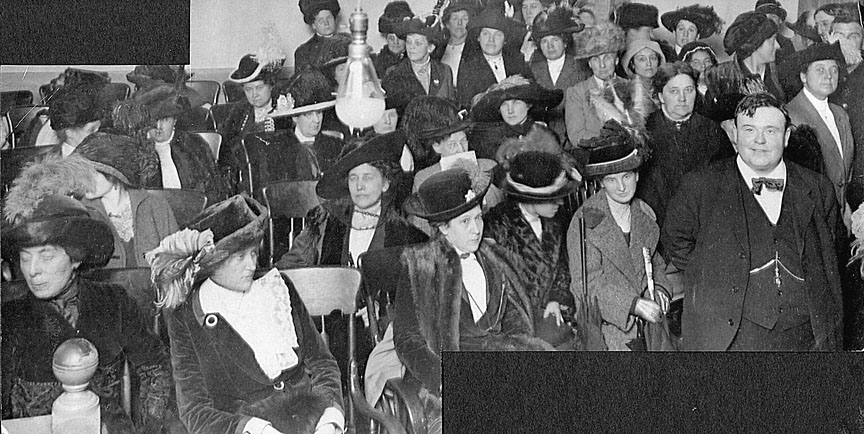
Multitud de mujeres en Portland, Oregón, se registran para servir como jurado después de obtener el derecho al voto, 1912

Durante la Era progresista, entre 1895 y 1920, Oregón adoptó reformas cívicas y políticas que fueron un modelo para la nación, incluyendo reformas sobre el proceso de iniciativa y referéndum, la revocación de funcionarios electos y la elección directa de senadores estadounidenses. Equi trabajó en varias campañas para asegurar el derecho al voto de las mujeres en Oregón y celebró la victoria en 1912 cuando las mujeres obtuvieron el derecho al sufragio en aquel estado.

## Política radical
En 1913, Equi visitó una huelga de trabajadores de una fábrica de conservas en el este de Portland, en la Oregon Packing Company. Las personas trabajadoras, principalmente mujeres, protestaban por las malas condiciones de trabajo, los horarios de trabajo inciertos y un salario de solo cinco a ocho centavos por hora. Una vez que los socialistas y los miembros de Industrial Workers of the World (IWW) se unieron a la huelga en apoyo de las mujeres, la lucha se expandió incluyendo también el derecho a la libertad de expresión. Equi se unió a la protesta y se convirtió en una de sus líderes, en parte debido a su prestigio profesional como médica. Después de días de piquetes, la policía inició acciones frente a los huelguistas. Equi fue golpeada por un oficial por protestar porque la policía se había llevado a rastras a una mujer embarazada de 30 años. Después de varios días más, la huelga terminó en términos insatisfactorios para las trabajadoras. Para Equi, la brutalidad policial que presenció la llevó a radicalizarse y se apartó de su anterior defensa de las reformas progresistas.
Equi se convirtió en una voz influyente en la crisis de desempleo de Portland en 1913-1914. Se manifestaba habitualmente con hombres desempleados, exigía mejores condiciones de trabajo para ellos y participaba en las luchas por la libertad de expresión de la IWW y apoyaba a los trabajadores madereros en los bosques de la región. Se declaró radical socialista y anarquista, y se alineó con la IWW.

## Oposición a la Primera Guerra Mundial y castigo
Durante los tiempos cada vez más convulsos que condujeron a la entrada de Estados Unidos en la Primera Guerra Mundial, Equi se opuso a las campañas de preparación para la guerra. Consideraba que la guerra implicaba un acaparamiento de ganancias por parte de los capitalistas y una aventura imperialista para el gobierno. En 1915 y 1916 se llevaron a cabo desfiles masivos de preparación en las principales ciudades de Estados Unidos. Portland entró en una fase de hipernacionalismo y Equi se convirtió en una outsider política. Protestó por una campaña por la guerra en el centro de Portland y desplegó una pancarta que decía «Prepárense para morir, trabajadores, J.P. Morgan & Co. se está preparando para obtener ganancias». Fue atacada durante la marcha y se produjo una pelea que condujo a su arresto.
Equi continuó protestando después de que Estados Unidos entrara en guerra en 1917. El gobierno de Estados Unidos consideraba a Equi una amenaza para la seguridad nacional y la acusó y condenó por sedición en virtud de la Ley de Espionaje de 1917. Equi intentó recurrir ante los tribunales superiores, pero sus argumentos fueron rechazados. En el último minuto antes del encarcelamiento, el presidente Woodrow Wilson conmutó su sentencia de tres años por un año y un día.
Equi cumplió su condena en la prisión estatal de San Quintin en el norte de California, comenzando el 19 de octubre de 1920, como reclusa número 34410. Tenía cuarenta y ocho años. Compartió la cárcel de mujeres con otras treinta y una reclusas, muchas de ellas condenadas por homicidio, robo y aborto. Equi era la único «política» entre ellas.
La salud de Equi se resintió mientras estaba en prisión con brotes de tuberculosis que había contraído en la infancia. Mantuvo su moral lo mejor que pudo con el apoyo de muchos visitantes y el recibo de muchas cartas. Trató de salir antes de la cárcel consiguiendo el indulto o la libertad condicional, pero parece que el Fiscal General de los Estados Unidos bloqueó repetidamente cualquier medida de indulgencia hacia ella. Equi salió de San Quintín el 9 de agosto de 1921, con una sentencia reducida por buena conducta. Había cumplido casi diez meses.
Los estadounidenses trataron de olvidarse de los años de guerra en la década de 1920, pero se vieron arrastrados a un mayor temor a los radicales, sindicalistas y comunistas, lo que se denominó «Miedo rojo». Equi volvió a la vida pública con sus camaradas políticos encarcelados o aquellos cuya actividad se había visto muy restringida. Equi retomó su consulta médica.
Durante largos períodos entre 1926 y 1936, Equi invitó a la líder de la IWW, Elizabeth Gurley Flynn, a vivir con ella y a ayudarla a cuidar de su hija (de Equi). Flynn sufrió graves problemas de salud, incluido agotamiento por el exceso de trabajo y depresión por los reveses políticos. Equi, Flynn y la hija de Equi vivían en 1423 SW Hall en un vecindario del lado oeste de Portland: Gander Ridge of Goose Hollow en 1423 SW Hall. En 1930, Equi sufrió un infarto, vendió su consulta médica y le pidió a Flynn que la apoyara durante varios años más. Finalmente, Flynn se retiró al este y reanudó su trabajo allí, convirtiéndose en líder nacional del Partido Comunista de Estados Unidos.
Equi llevó una vida tranquila tras la partida de Flynn y más tarde tras la fuga de su hija. Los líderes radicales y sindicales continuaron reverenciando su coraje y compasión en las décadas anteriores y de vez en cuando la visitaban en su casa.
En 1950, Equi se fracturó la cadera en una caída y pasó un año en el Hospital Good Samaritan en Portland y posteriormente en una residencia de ancianos en las afueras de Portland, cerca de la ciudad de Gresham. Murió en el Fairlawn Hospital el 13 de julio de 1952 a los 80 años. Su obituario se publicó en periódicos de todo el país, incluidos los de Portland, New Bedford, Massachusetts y en el New York Times. Su amiga y activista, Julia Ruuttila, la describió como «una mujer de pasión y convicción (y) una verdadera amiga de los desposeídos de este mundo». Está enterrada junto a Harriet Speckart en Wilhelm's Portland Memorial, Portland, condado de Multnomah, Oregón.
En agosto de 2019, Equi fue una de las homenajeadas en el Rainbow Honor Walk, un paseo de la fama en el barrio Castro de San Francisco que destaca a las personas LGBTQ que han «hecho contribuciones significativas en sus campos».